# Округ Ричи (Западна Вирџинија)
Ричи (енгл. Ritchie County) је округ у америчкој савезној држави Западна Вирџинија.

## Демографија
По попису из 2010. године број становника је 10.449, што је 106 (1,0%) становника више него 2000. године.
| Група             | 2000.          | 2010.          |
| Белци             | 10.168 (98,3%) | 10.275 (98,3%) |
| Афроамериканци    | 14 (0,1%)      | 20 (0,2%)      |
| Азијати           | 13 (0,1%)      | 10 (0,1%)      |
| Хиспаноамериканци | 49 (0,5%)      | 55 (0,5%)      |
| Укупно            | 10.343         | 10.449         |